# Orcajo
Orcajo – gmina w Hiszpanii, w prowincji Saragossa, w Aragonii, o powierzchni 28,45 km². W 2011 roku gmina liczyła 47 mieszkańców.